# Ulica gen. Józefa Haukego-Bosaka we Wrocławiu

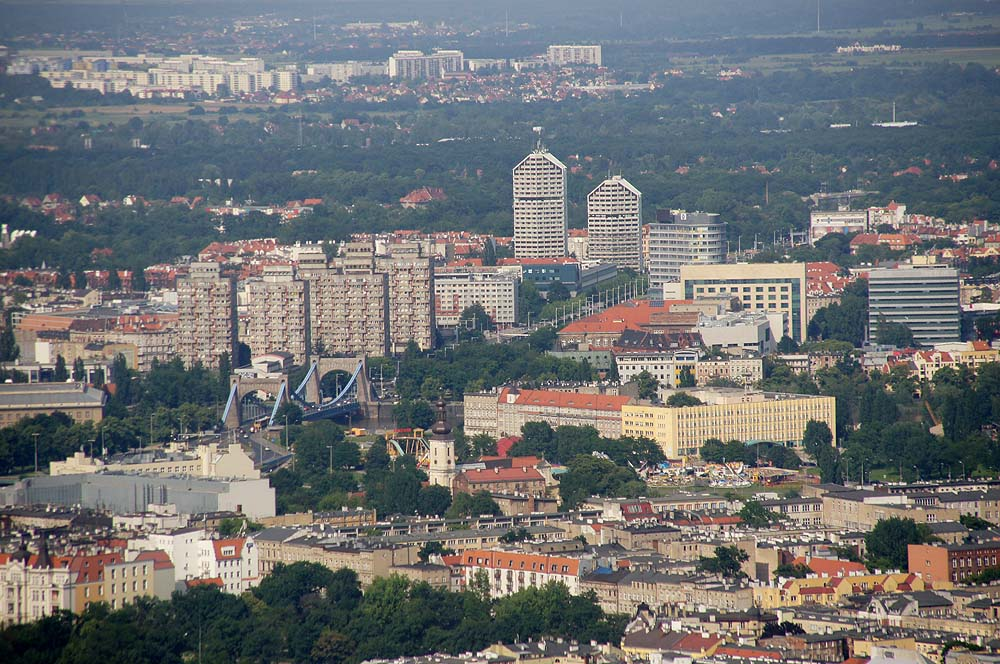
Dół zdjęcia: zabudowa Przedmieścia Oławskiego

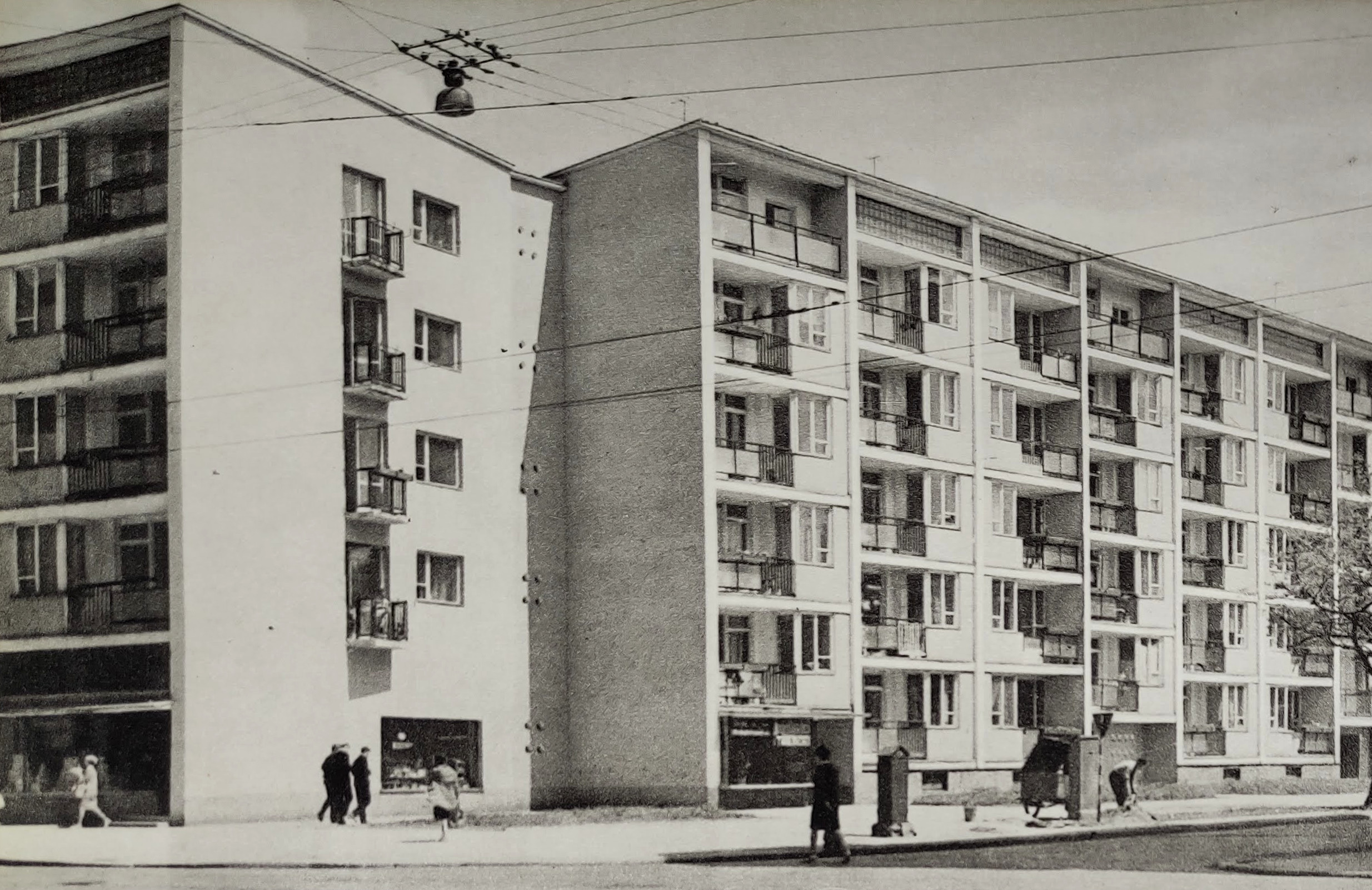
Róg ul. Z. Krasińskiego i J. Haukego-Bosaka (w prawo)

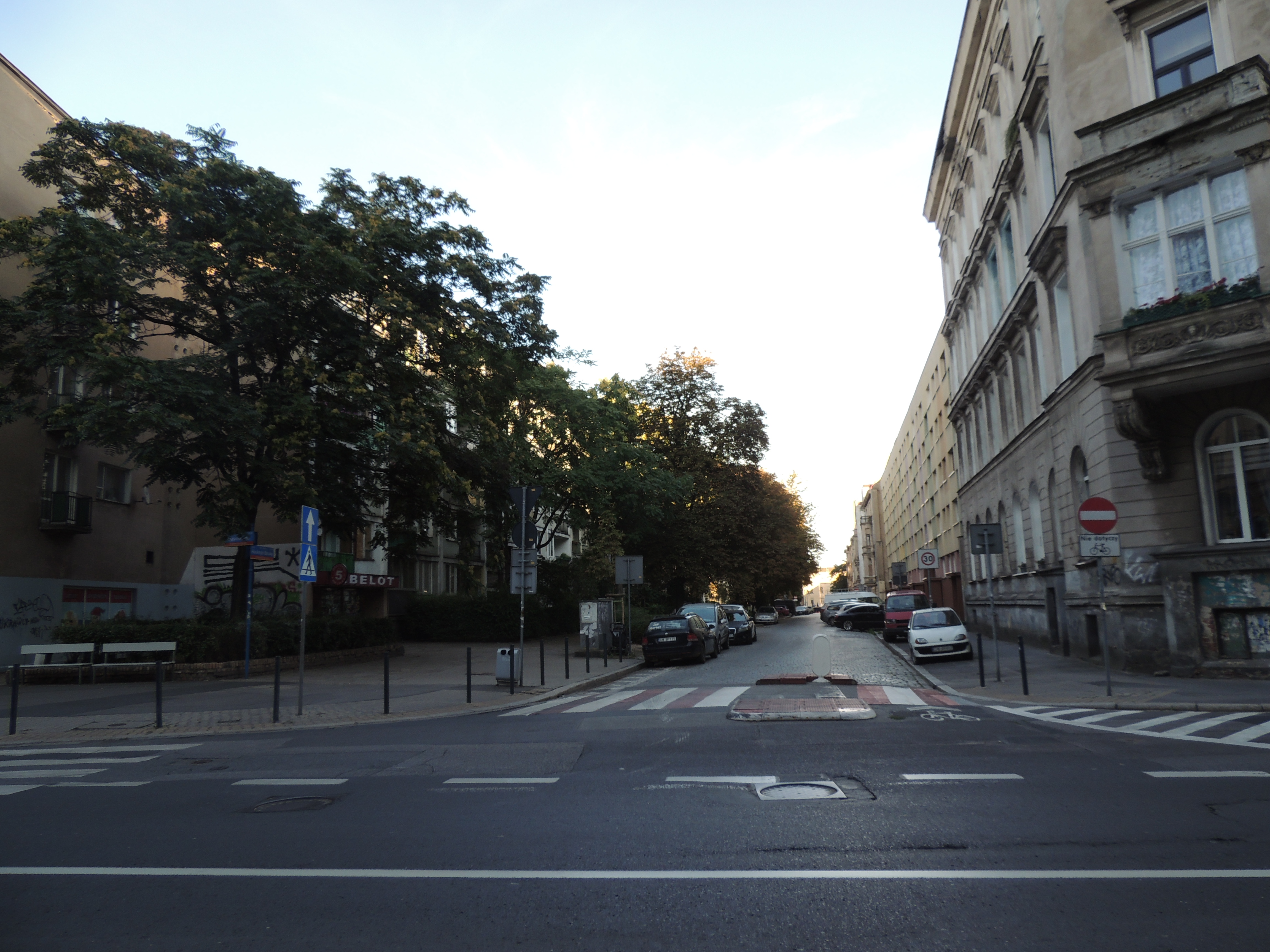
Od ul. Z. Krasińskiego w kierunku wschodnim

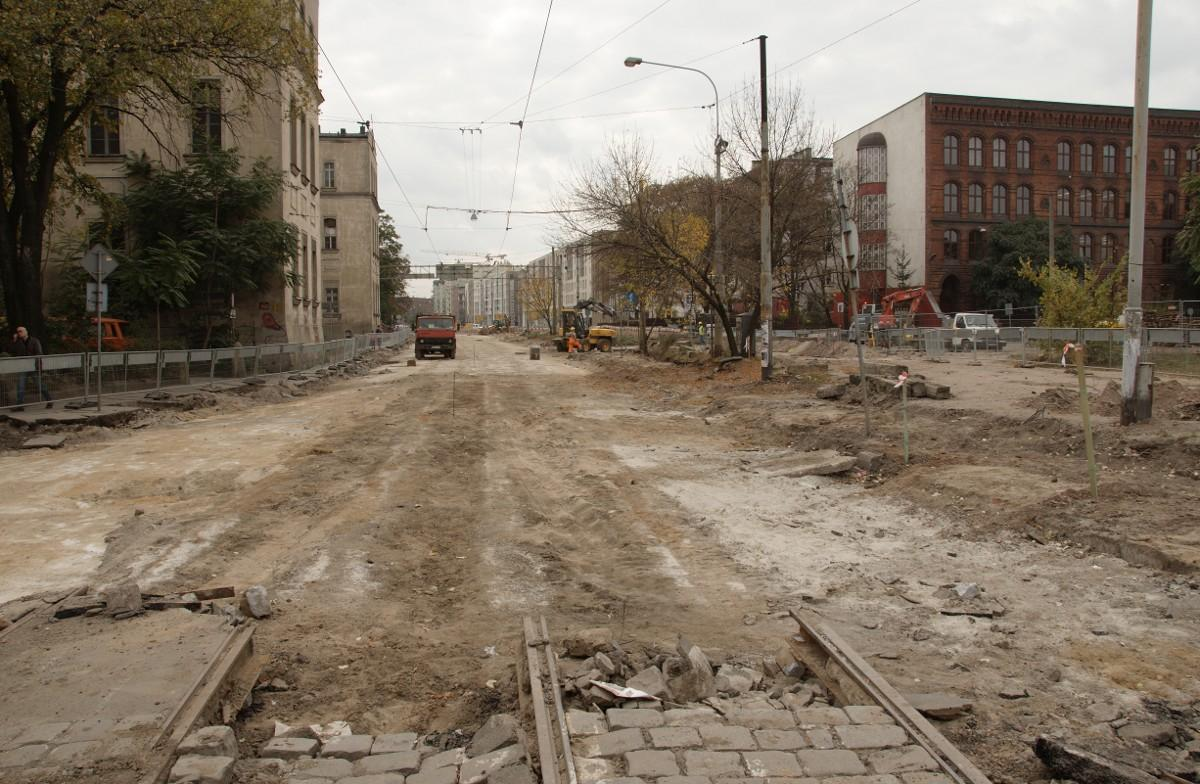
Przebudowa ul. K. Pułaskiego, po prawej LO XIII

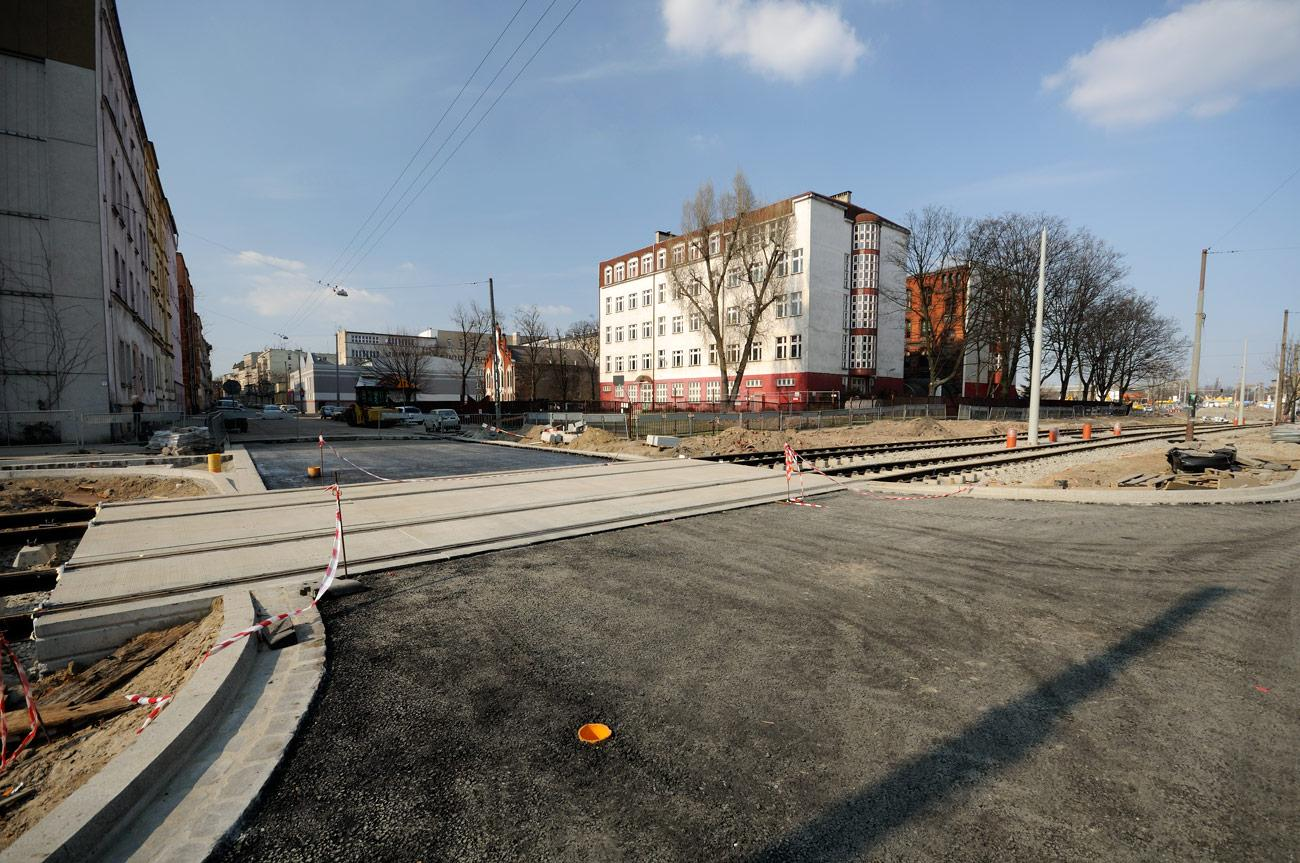
LO XIII i wolny teren, na którym w 2022 r. powstał kompleks sportowy (ul. S. Worcella)

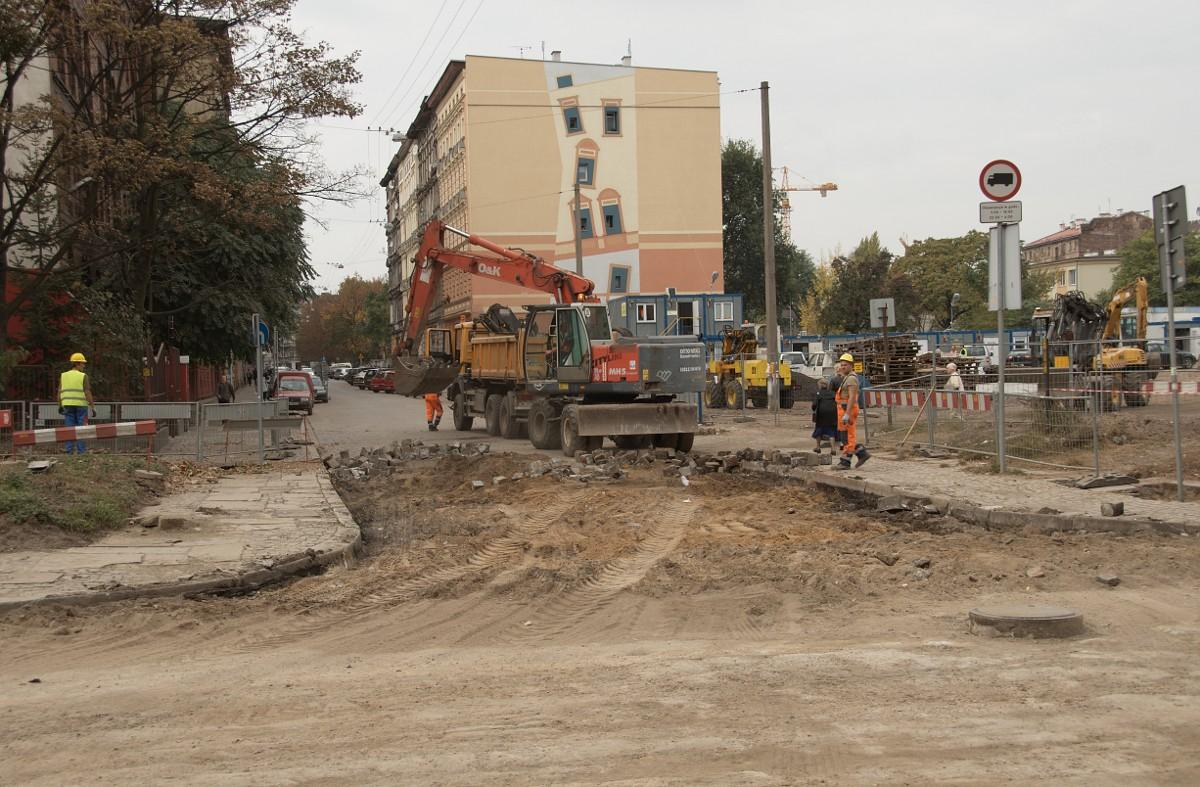
Przebudowa skrzyżowania z ul. K. Pułaskiego (w tle kamienice nr 22-28)

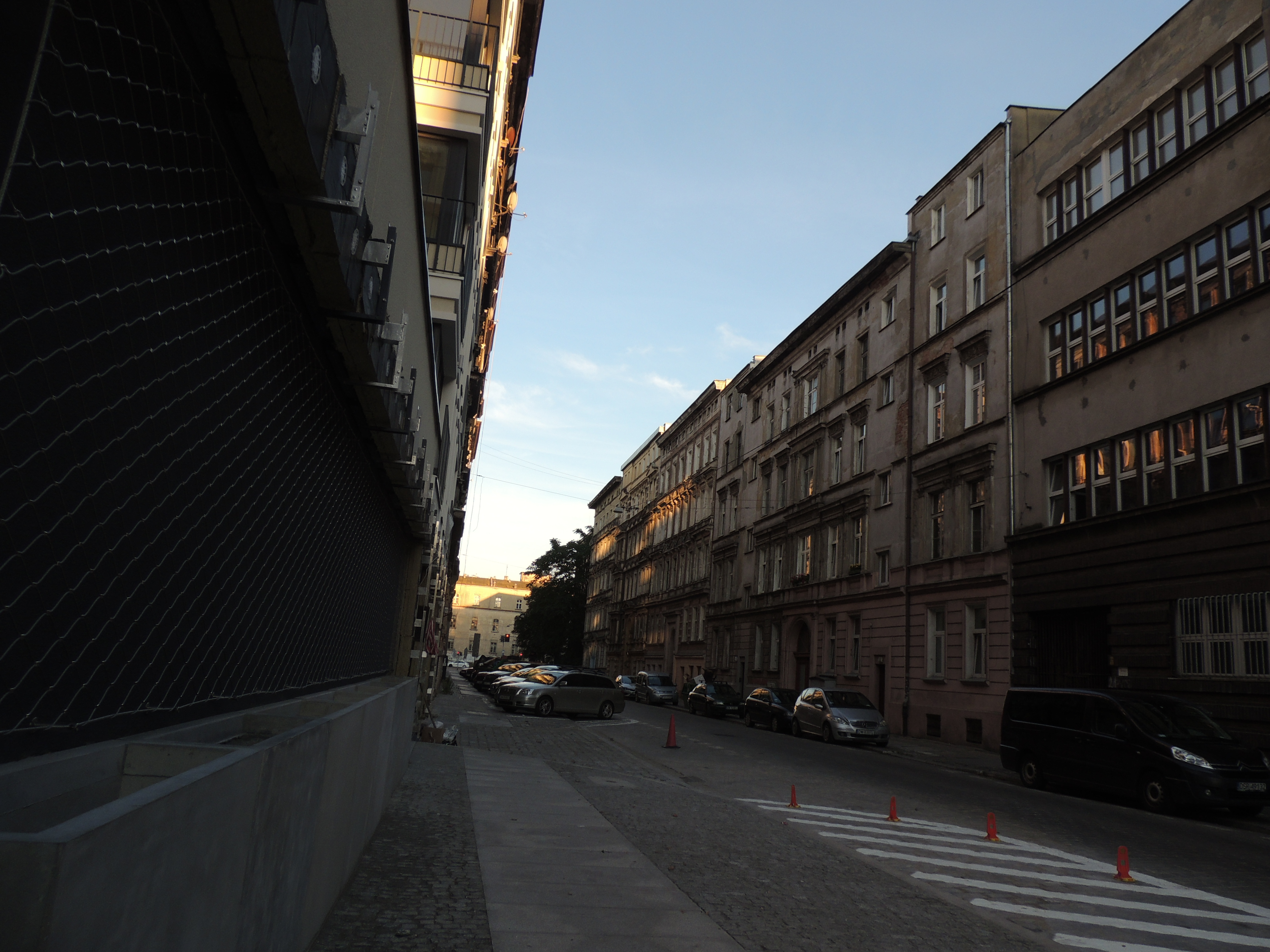
Od nr 18-20 w kierunku ul. gen. K. Pułaskiego (wschodnim)

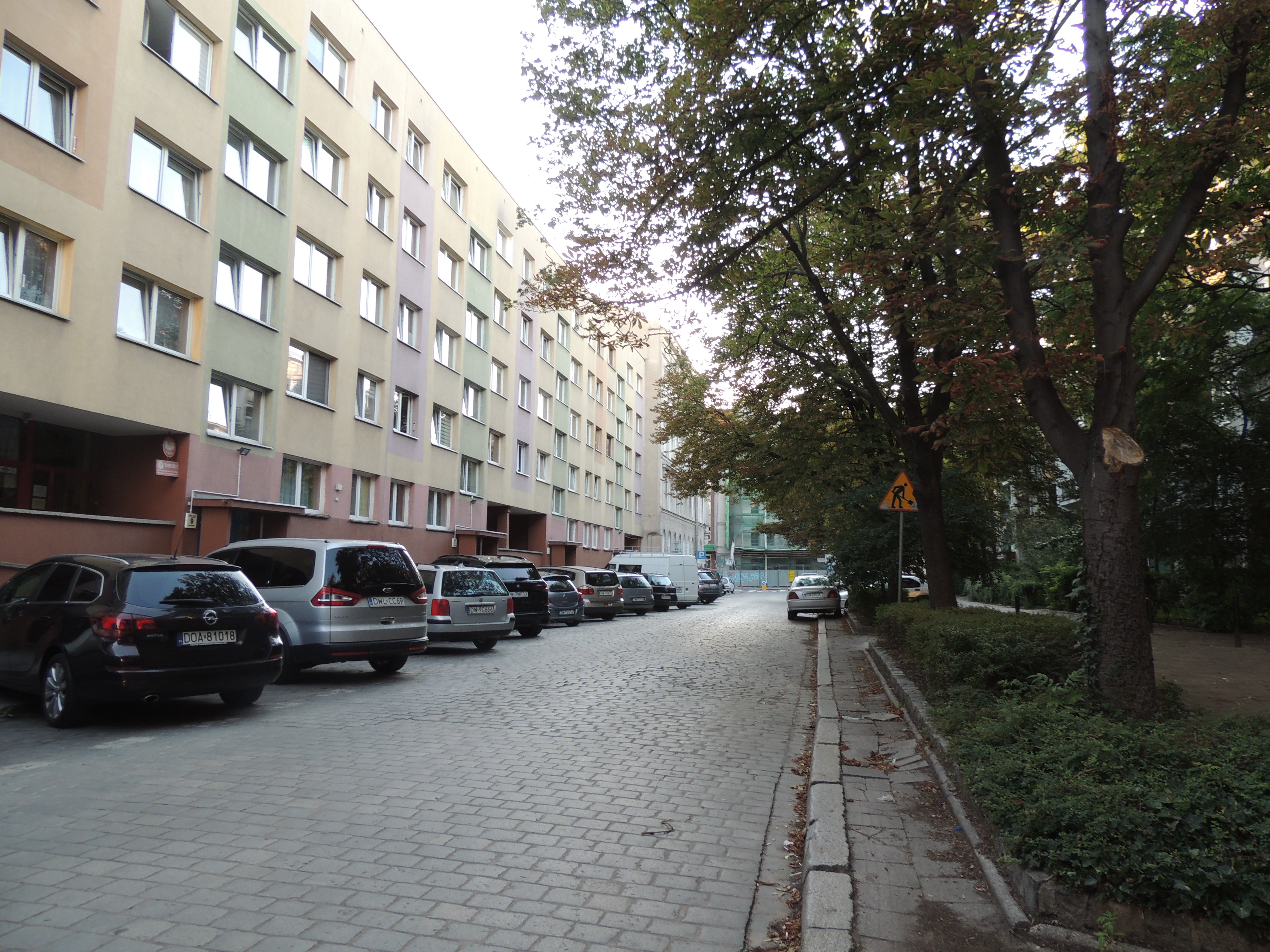
Nr 3-9b, w tle ul. Z. Krasińskiego

Ulica gen. Józefa Haukego-Bosaka – ulica położona we Wrocławiu na osiedlu Przedmieście Oławskie, a wcześniej w dawnej dzielnicy Krzyki. Biegnie od ulicy Zygmunta Krasińskiego do ulicy gen. Kazimierza Pułaskiego. Jest drogą gminną, która ma 402 m długości. Przebiega przez teren zabudowy śródmiejskiej, który jako obszar objęty jest ochroną i wpisany jest do rejestru zabytków. Przy ulicy znajdują się między innymi budynki wpisane do gminnej ewidencji zabytków. Ponadto mieszczą się przy tej ulicy następujące instytucje oświaty: Zespół Szkół Teleinformatycznych i Elektronicznych imienia Polskich Zwycięzców Enigmy, Liceum Ogólnokształcące nr XIII imienia Aleksandra Fredry oraz Przedszkole nr 146 Wyspa Dzieci.

## Historia

### Przed powstaniem ulicy
Ulica przebiega przez teren stanowiący niegdyś przedpole dla fortyfikacji miejskich (Ohlauer Vorstadt). Zanim powstała ulica gen. Józefa Haukego-Bosaka, istniała już zarówno ulica Zygmunta Krasińskiego (Feldstrasse) jak i ulica gen. Kazimierza Pułaskiego (Brüderstrasse). Pierwotnie ulica Zygmunta Krasińskiego była drogą biegnącą w rozciągające się tu pola, stąd w 1823 r. otrzymała nazwę ulicy Polnej. Ta druga ulica zaś była jeszcze starsza, gdyż najstarszy zapis o niej pochodzi z 1370 r. Także równoległe do niej ulice powstały wcześniej. W szczególności po południowej stronie już w 1562 r. istniał nienazwany trakt, co potwierdza plan Wernera z tegoż roku, późniejsza ulica Stanisława Worcella (Paradiesstrasse) oraz po północnej stronie średniowieczna droga w kierunku Oławy, która dziś stanowi ulicę gen. Romualda Traugutta (Klosestrasse).

### Powstanie i rozwój ulicy do 1945 r.
Historia powstania tej ulicy wiąże się z osobą Henryka Krakowskiego, kupca, który w 1860 r. wystąpił z projektem założenia dwóch krzyżujących się prostopadle ulic w obrębie kwartału ograniczonego ulicami: gen. Romualda Traugutta, gen. Kazimierza Pułaskiego, Stanisława Worcella i Zygmunta Krasińskiego. Jedna z ulic miała więc biec na linii wschód-zachód łącząc ulicę Zygmunta Krasińskiego z ulicą gen. Kazimierza Pułaskiego, a druga na linii północ-południe łącząc z kolei ulicę gen. Romualda Traugutta z ulicą Stanisława Worcella. Pierwszym zadaniem do wykonania niezbędnym do realizacji tego planu było wykupienie gruntów od właścicieli, którymi były zarówno osoby prywatne, jak i organizacje lub przedsiębiorstwa. Część z tych właścicieli nie chciała sprzedawać wymaganej do wytyczenia ulic części swoich nieruchomości, stąd wykonanie postawionego zadania napotykało trudności. Ostatecznie zarzucono realizację planu w części dotyczącej ulicy biegnącej z północy na południe. Rozpoczęto natomiast tyczenie i budowę ulicy w układzie wschód-zachód, rozpoczynając od dwóch końców, tj. od ulicy Zygmunta Krasińskiego oraz od ulicy gen. Kazimierza Pułaskiego, mimo braku porozumienia z jednym z właścicieli działek, która dzieliła tworzoną ulicę na dwie, niepołączone części. Ostatecznie połączenia już istniejących odcinków ulicy w jedną całość udało się dokonać w 1894 r. W początkowym okresie istnienia nowej ulicy, nie miała ona nadanej nazwy. Z tego względu posesje przy niej położone miały adresy przypisane bądź do ulicy Zygmunta Krasińskiego, bądź do ulicy gen. Kazimierza Pułaskiego. Z czasem oczywiście nadano ulicy własną nazwę (w 1911 r.), a posesjom przypisano nowe numery porządkowe. Ulica była zabudowana po obu stronach pierzejami, przy czym zachowane budynki przedwojenne pochodzą z końca XIX wieku z wyjątkiem budynku szkoły dla dziewcząt pod numerem 21 zbudowanym na przełomie lat 20. i 30. XX wieku na terenie dawnej olejarni (fabryka oleju – Vereinigte Breslauer Ölfabriken Actien Gesellschaft.) leżącej pod nr 19/23 i ulicy Stanisława Worcella 16/18. Autorem projektu budynku był Hugo Althoff (miejski radca budowlany w latach 1926–1929). Przy tym projekcie współpracował także z Carl Zoller. Na bazie opracowanego projektu powstał modernistyczny budynek, który w rzucie prostokątnym miał kształt litery "T". Planowano rozbudowę ukończonego obiektu o nowe skrzydła wzdłuż ulicy Stanisława Worcella, co zmieniłoby ten kształt na literę "H", lecz do realizacji tego planu nie doszło.

### II wojna światowa
Podobnie jak w całej okolicy, podczas oblężenia Wrocławia w 1945 r., w wyniku prowadzonych działań wojennych zniszczeniu uległa znaczna część zabudowy. Przy samej ulicy największe zniszczenia powstały 12 lutego, następnie 25 lutego oraz w dniach 1 i 2 kwietnia 1945 r. Na zwiększony ostrzał tych okolic wpłyną także fakt, że Niemcy ustawili działa na podwórzu szkoły mieszczącym się pomiędzy ulicą Józefa Haukego-Bosaka a ulicą Stanisława Worcella oraz na podwórzu jednej z posesji przy ulicy Stanisława Worcella. Ostrzał prowadzony był zarówno przy pomocy artylerii, między innymi z okolic Wzgórz Trzebnickich, jak i prowadzono bombardowania przy pomocy lotnictwa. W samej szkole znajdował się obóz, w którym przebywało ponad 3000 cudzoziemców, głównie Polaków. Jeńcy przebywali tu w fatalnych warunkach sanitarnych i potwornej ciasnocie. Szkoła została trafiona dwukrotnie, a wiele osób zginęło lub odniosło rany. Najbardziej zniszczone były budynki o numerach 2-14, 3-9, 13, 16-18, 30-32 oraz 36-38. Ich stan wykluczał eksploatację, czy próbę przywrócenia ich do stanu umożliwiającego ich użytkowanie. W związku z czym po wojnie ruiny tych domów rozebrano. Cała ulica oceniana była jako bardzo zniszczona.

### Po 1945 r.
W 1959 roku położono kamień węgielny pod budowę drugiej we Wrocławiu szkoły tysiąclecia przy gen. Romualda Traugutta 37. Szkoła została otwarta w 1960 r. Teren szkoły sięga ulicy gen. Józefa Haukego-Bosaka, przy której urządzono boiska szkolne. Z kolei przy samej ulicy w 1960 r. po północnej stronie zbudowano wieloklatkowy budynek mieszkalny, który otrzymał numery od 2 do 14, z kontynuacją ciągłej zabudowy także przy ulicy Zygmunta Krasińskiego 36.
Natomiast w historycznych budynkach szkolnych otwarto nowe placówki edukacyjne. Pod numerem 21 w dawnej szkole dla dziewcząt kolejno umieszczano różne szkoły w tym Państwowe Gimnazjum działające do września 1952 r. i Liceum Techniczne, Liceum Mechaniczno-Elektryczne, Liceum Elektryczne, Technikum Mechaniczne i Technikum Energetyczne, Technikum oraz Zasadnicza Szkoła Zawodowa – Energetyczne i Technikum Przemysłowo-Pedagogiczne, Technikum Elektryczne i Pedagogiczne Studium Techniczne, szkoła policealna, Zespół Szkół Elektrycznych i Technikum Łączności, a od września 1987 r. do sierpnia 2002 r. Zespół Szkół Łączności imienia Romualda Traugutta. Po tej dacie, od 1.09.2002 r. utworzono tu Zespołu Szkół Teleinformatycznych i Elektronicznych, któremu 2.10.2009 r. nadano imię Polskich Zwycięzców Enigmy. Jeśli zaś chodzi o Liceum Ogólnokształcące nr XIII to rozpoczęło ono swoją działalność w budynku przy ulicy gen. Józefa Haukego-Bosaka 33-37 w 1975 r., po przeniesieniu tu placówki z ulicy Stacha Świstackiego 12. Nadanie szkole patronatu Aleksandra Fredry nastąpiło 8.10.1976.
W maju 2016 roku za kwotę 33,1 miliona zł spółka Archicom zakupiła działkę na której od lipca 2017 r. do maja 2020 r. przy ulicy gen. Romualda Traugutta 45 oraz 55 zrealizowała inwestycję o nazwie City Forum . Kompleks zabudowy zlokalizowany został w obrębie ulic: gen. Romualda Traugutta, gen. Kazimierza Pułaskiego i gen. Józefa Haukego-Bosaka, a od zachodu ograniczony jest terenem szkoły podstawowej położonej przy ulicy gen. Romualda Traugutta 37 oraz zabudową kamienicową przy ulicy gen. Józefa Haukego-Bosaka 22-28. Powstały tu dwa średniowysokie budynki biurowe. Inwestorem była firma Archicom, ich projektantami są architekci z pracowni Archicom Studio z Wrocławia, a generalnym wykonawcą była spółka działająca pod firmą Archicom Realizacja Inwestycji. Wraz z budową obiektów kubaturowych wykonano także inne roboty budowlane, w tym między innymi przebudowano końcowy fragment ulicy gen. Józefa Haukego-Bosaka wraz ze skrzyżowaniem z ulicą gen. Kazimierza Pułaskiego, wprowadzając równocześnie zmiany w organizacji ruchu. Objęły one między innymi takie elementy jak przebudowę końcowego odcinka ulicy gen. Józefa Haukego-Bosaka na dwukierunkowy, montaż sygnalizacji świetlnej na skrzyżowaniu, umożliwienie na nim ruchu w dodatkowych kierunkach, dotychczas niedostępnych .
W latach 2019–2022 realizowano na wolnym terenie w miejscu zniszczonej zabudowy przy ulicy Stanisława Worcella 30 i 38 (strona północna tej ulicy przy skrzyżowaniu z ulicą gen. Kazimierza Pułaskiego) inwestycję polegającą na budowie bloku sportowego dla położonego przy ulicy Józefa Haukego-Bosaka 33-37 Liceum Ogólnokształcącym nr XIII imienia Aleksandra Fredry  . Szkoła ta mieści się w budynku dawnej szkoły elementarnej oraz w budynku ul. Stanisława Worcella 32-36 (cofniętego względem linii zabudowy tej drugiej ulicy). Pomiędzy starą zabudową szkoły, a nowym budynkiem, przewidziano budowę nadziemnego łącznika. Inwestora reprezentował Zarząd Inwestycji Miejskich  , projekt został opracowany w pracowni arch_it architektura+design, a generalnym wykonawcą była firma HARAS. Kwota kontraktu wynosiła ponad 20,4 mln złotych . Budowę zrealizowano na podstawie decyzji o pozwoleniu na budowę nr 3654/2016 z 21.07.2016 r.

## Nazwy
W swojej historii ulica nosiła następujące nazwy:
- Krakowskiego (Karlowskystrasse), do 1911 r., nazwa potoczna stosowana przed nadaniem nazwy oficjalnej (od nazwiska pomysłodawcy i jej założyciela)[12][13][37]
- Karola Clausewitza (Clausewitzstrasse), od 1911 r. do 1945 r.[12][13][37]
- gen. Józefa Haukego-Bosaka, od 1945 r.[12][13][38][39]

Niemiecka nazwa ulicy – Clausewitzstrasse – pochodziła od nazwiska Karola Clausewitza, urodzonego w 1.06.1780 r. w Burg koło Magdeburga, a zmarłego w 16.11.1831 r. we Wrocławiu, pruskiego generała, teoretyka i historyka wojskowego. Współczesna nazwa ulicy została nadana przez Zarząd Wrocławia i ogłoszona w okólniku nr 97 z 31.12.1945 r. Upamiętnia ona Józefa Haukego-Bosaka (w zasadzie Józefa Ludwika Haukego, pseudonim Bosak), urodzonego 19.03.1834 r. w Warszawie, zmarłego 21.01.1871 r. pod Dijon (Fontaine-lès-Dijon) – hrabia, generał broni, dowódca sił zbrojnych województw krakowskiego i sandomierskiego w powstaniu styczniowym (walczył do kwietnia 1864 r.), uczestnik wojny francusko-pruskiej w latach 1870–1871, działacz i polityk na emigracji.

## Układ drogowy
Ulica łączy się z następującymi drogami publicznymi, kołowymi oraz innymi drogami:
| powiązanie                            | droga                                                      | nr drogi | foto | opis                            |
| ------------------------------------- | ---------------------------------------------------------- | -------- | ---- | ------------------------------- |
| skrzyżowanie                          | ulica Zygmunta Krasińskiego lokalna                        | 105778D  |      | w prawo (dół) i w lewo (środek) |
| skrzyżowanie (sygnalizacja świetlna ) | ul. gen. Kazimierza Pułaskiego główna torowisko tramwajowe | 105848D  |      | w prawo i w lewo                |

## Droga

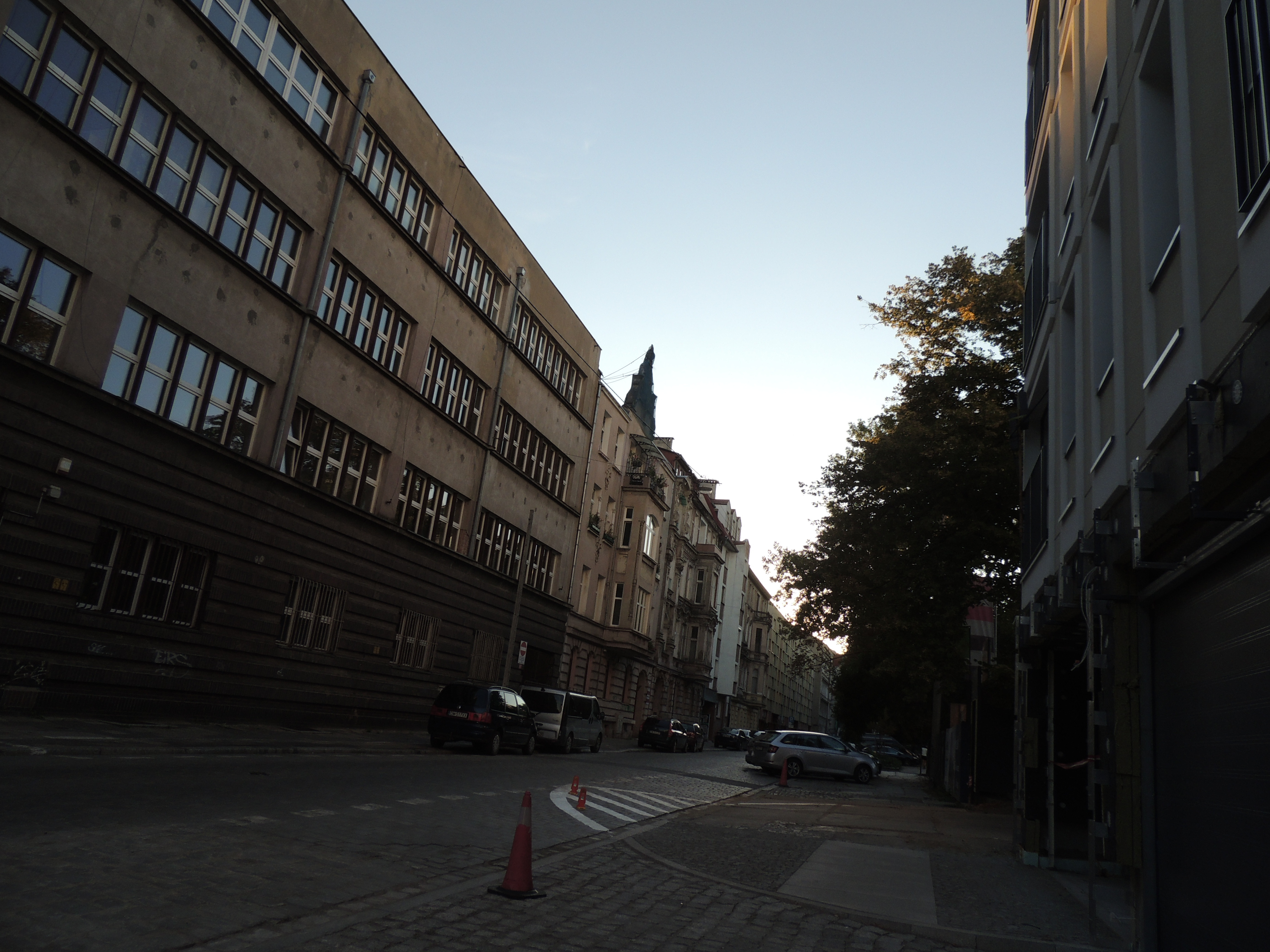
Od nr 18-20 w kierunku ul. Z. Krasińskiego (zachodnim)

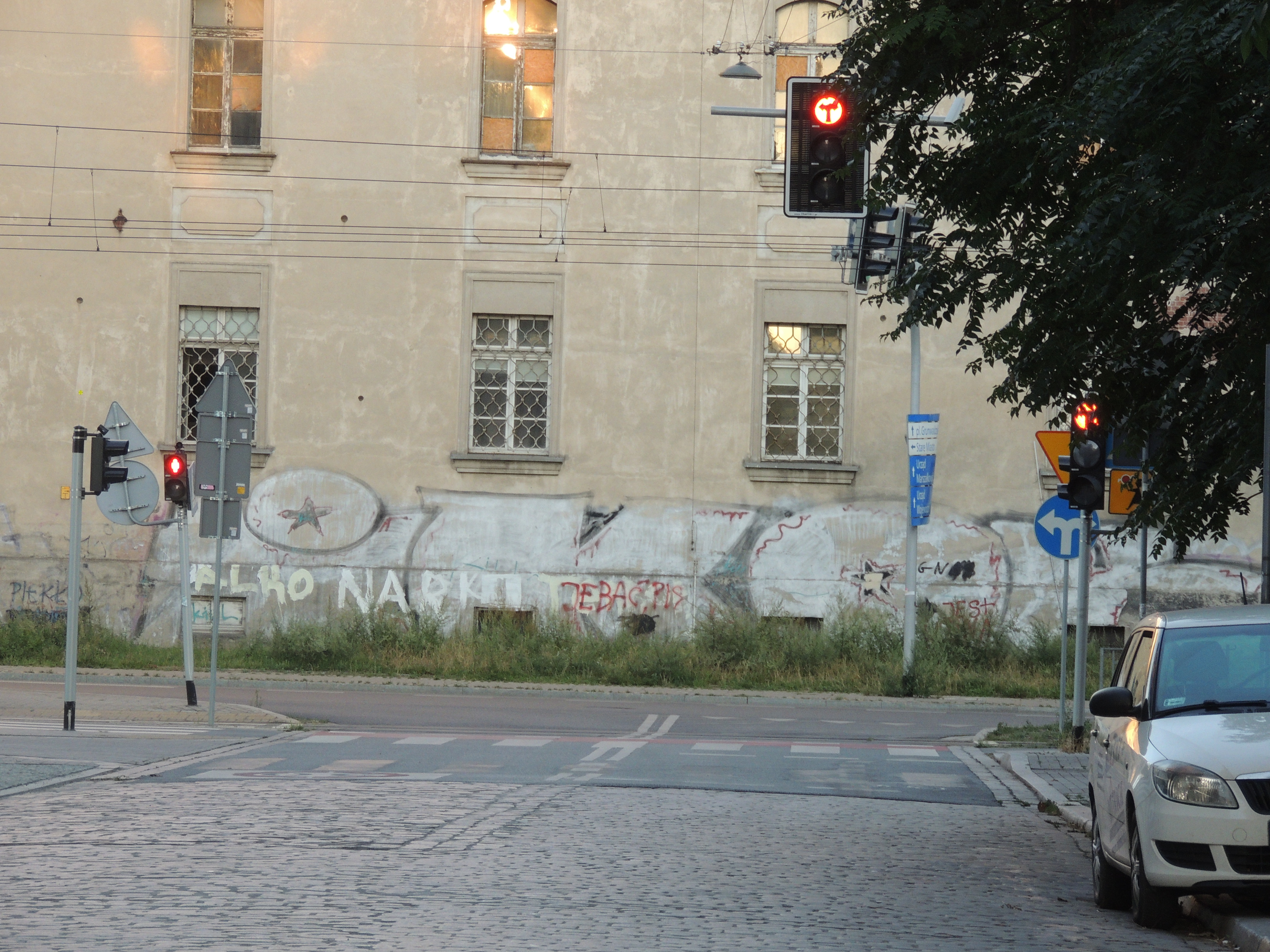
Skrzyżowanie z ul. gen. K. Pułaskiego

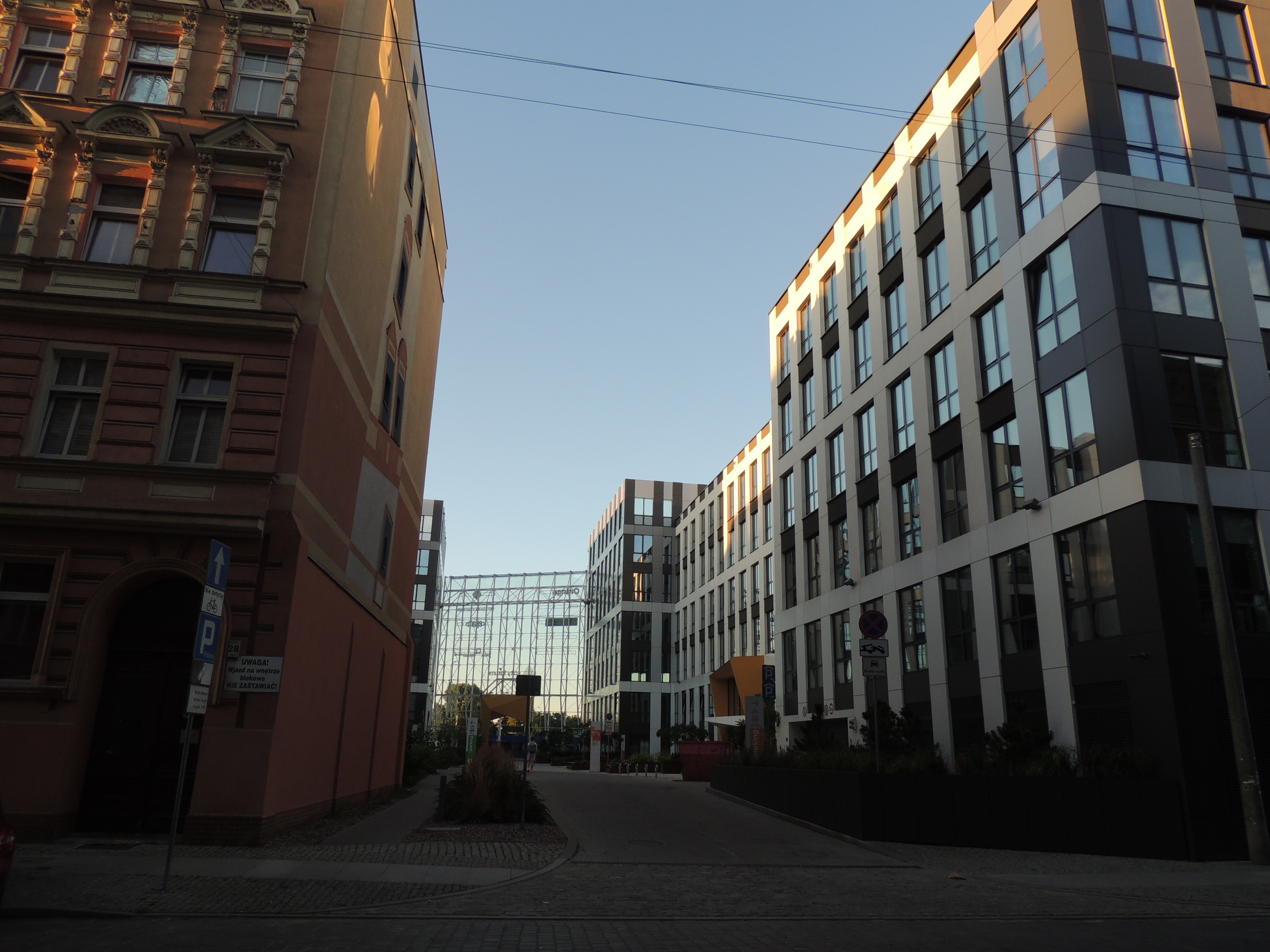
Przejście pomiędzy nr 28 a City Forum w kierunku ul. gen. R. Traugutta

Ulica gen. Józefa Haukego-Bosaka przebiega przez osiedle Przedmieście Oławskie w dawnej dzielnicy Krzyki. Łączy ulicę Zygmunta Krasińskiego z ulicą gen. Kazimierza Pułaskiego. Jest drogą publiczną, której przypisano kategorię drogową jako gminną (numer drogi: 105481D, numer ewidencyjny drogi: G1054810264011, klasy dojazdowej. Ulica ma 402 m długości, a pas drogowy jest zmiennej szerokości od 15 m do 19 m w liniach rozgraniczających. Przy ulicy przewidziano obustronne chodniki. Położona jest na działce ewidencyjnej o powierzchni 6 492 m² (6 456 m²). Teren, przez który przebiega, leży na wysokości bezwzględnej od około 117,8 do 119,3 m n.p.m.. Jest ulicą jednokierunkową z możliwością jazdy we wskazanym tu kierunku od wschodu (od ulicy gen. Kazimierza Pułaskiego) na zachód (do ulicy Zygmunta Krasińskiego) , z wyłączeniem końcowego odcinka, który jest dwukierunkowy (od City Forum do ulicy gen. Kazimierza Pułaskiego) . W całości objęta jest strefą ograniczenia prędkości do 30 km/h z wyłączeniem samych skrzyżowań z głównymi przecznicami. Pojedyncza jezdnia ulicy posiada nawierzchnię wykonaną jako brukowaną z kostki granitowej z wyłączeniem krótkich fragmentów przy skrzyżowaniach i przejściach dla pieszych, gdzie wykonano nawierzchnię z masy bitumicznej oraz z wyłączeniem przejazdu przez torowisko tramwajowe, gdzie wykonano nawierzchnię betonową. Ulicą nie przebiegają żadne linie w ramach wrocławskiej komunikacji miejskiej. Trasy komunikacyjne wyznaczono ulicami, z którymi ulica Stanisława Worcella się łączy: komunikacja autobusowa prowadzona jest ulicą Zygmunta Krasińskiego, a komunikacja tramwajowa ulicą gen. Kazimierza Pułaskiego  (oraz autobusy nocne ulicą gen. Kazimierza Pułaskiego ). Wzdłuż ulicy wyznaczono kontraruch dla rowerów, a droga ta łączy się z drogami rowerowymi zbudowanymi wzdłuż ulicy Zygmunta Krasińskiego oraz gen. Kazimierza Pułaskiego.

## Zabudowa i zagospodarowanie

### Układ urbanistyczny
Ulica gen. Józefa Haukego-Bosaka przebiega przez obszar zabudowy śródmiejskiej, w strefie centralnej, gęsto wypełniony tkanką miejską, charakteryzującej się przemieszaniem zabudowy o podstawowej funkcji mieszkaniowej z zabudową także o innym przeznaczeniu, przede wszystkim zabudową mieszkalno-usługową.
Obszar zabudowy, przez który przebiega ulica gen. Józefa Haukego-Bosaka, uznawany jest za teren o zdefiniowanym układzie kompozycyjnym, z liniowymi i kwartałowymi elementami go tworzącymi. W układzie urbanistycznym dominuje ukształtowanie bloków urbanistycznych w postaci kwartałów zabudowy, w ramach których umiejscowiono funkcje reprezentacyjne na zewnątrz kwartału, a funkcje użytkowe do wewnątrz. Dominuje tu pierzejowa, zwarta zabudowa wzdłuż ulic, ale z występującymi zaburzeniami w postaci luk w zabudowie. Wskazuje się ponadto na gęstą sieć uliczną i linii transportu publicznego . Ulica przebiega przez obszar zabudowy średniowysokiej do 25 m, przy czym w ramach tej strefy wyznaczono tu śródmiejski obszar podwyższenia wysokości zabudowy.

### Zabudowa
Przy ulicy przeważa zabudowa pierzejowa budynków mieszkalnych i mieszkalno-usługowych, w tym kamienic, ale znajdują się także budynki oświaty i budynek biurowy, o wysokości od czterech do siedmiu kondygnacji nadziemnych. Po południowej stronie ulicy znajduje się pierzeja ciągłej zabudowy. Większość to budynki historyczne, między którymi znajdują się dwa budynki plombowe pod numerami 3-9b oraz 13. Po północnej stronie występują luki w zabudowie. Ciągłe pierzeje obejmują numery od 2 do 14 budynku powojennego oraz fragment historycznej pierzei, na który składają się cztery kamienice o numerach do 22 do 28. Budynki ujęte w gminnej ewidencji zabytków wymieniono w tabelarycznym zestawianiu zawartym w rozdziale "Ochrona i zabytki". Pozostała zabudowa przy ulicy obejmuje:
- pierzeja północna:
  - ulica gen. Józefa Haukego-Bosaka 2-14, budynek mieszkalny o pięciu kondygnacjach nadziemnych: nr nr 2[74][75], 4[76][77], 6[78][79], 8[80][81], 10[82][83], 12[84][85], 14[86][87],
  - ulica gen. Romualda Traugutta 55[27][88], budynek biurowy o siedmiu kondygnacjach nadziemnych[88]
- pierzeja południowa wraz z oficynami:
  - ulica gen. Józefa Haukego-Bosaka 3-9b, budynek mieszkalny o pięciu kondygnacjach nadziemnych[89]: nr nr 3[90], 5[91], 7[92], 9[93], 9a[94], 9b[95] (oraz nr 1a[96])
  - ulica gen. Józefa Haukego-Bosaka 9c (oficyna)[97][98], budynek jednokondygnacyjny o powierzchni zabudowy 710 m²[98]: przedszkole nr 146 Wyspa Dzieci[98][99]
  - ulica gen. Józefa Haukego-Bosaka 13[100][101], budynek mieszkalny o sześciu kondygnacjach nadziemnych[101]
  - ulica gen. Józefa Haukego-Bosaka 25b (oficyna)[102][103], budynek oświaty o jednej kondygnacji nadziemnej[103]
  - ulica Stanisława Worcella 32-36 (oficyna)[104][34], budynek szkoły[34].

Wolny od zabudowy pozostaje teren pod numerem 18 i 20 o powierzchni 1812 m².

### Wybrane obiekty współczesne
Pomiędzy numerem 14 a 18 położony jest teren szkolny, należący do Szermierczej Sportowej Szkoły Podstawowej nr 85 imienia Prof. Mariana Suskiego przy ulicy gen. Romualda Traugutta 37, przy czym przy ulicy gen. Józefa Haukego-Bosaka znajdują się w ramach tego terenu boiska sportowe. Teren ten ma powierzchnię 8599 m² (8600 m²).
Przy końcu ulicy po jej północnej stronie, pomiędzy ciągiem kamienic położonych pod numerami 22-28 a skrzyżowaniem z ulicą gen. Kazmierza Pułaskiego, położony jest jeden z dwóch budynków powstałych w ramach inwestycji o nazwie City Forum, pod adresem ulica gen. Romualda Traugutta 55. Oba biurowce, o nazwach City One (pod nrem 45) i City 2 (pod nr 55), to średniowysokie budynki o 7 kondygnacjach nadziemnych, z lokalami o funkcjach handlowych i usługowych w parterze. W każdym z nich znajduje się po 12 000 m² powierzchni biurowej (łącznie powierzchni biurowej 24 000 m², powierzchni użytkowej {{nowrap|39 500 m2}}). Ponadto dostępnych jest łącznie 280 miejsc postojowych i 2000 m² powierzchni handlowo-usługowej . Budynek City 2 położony przy ulicy gen. Haykego-Bosaka (adres: ulica gen. Romualda Traugutta 55) ma 2610 m² powierzchni zabudowy.

### Instytucje oświaty

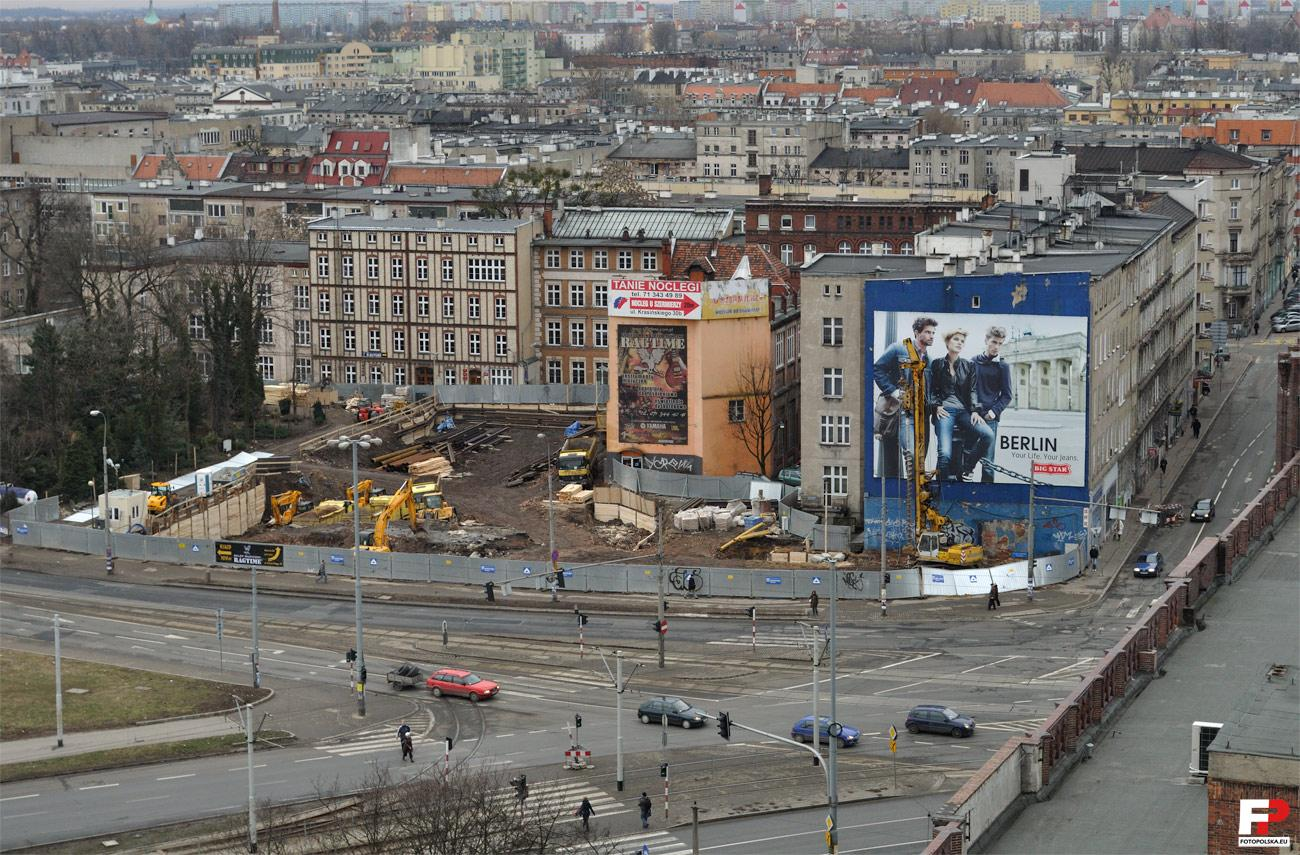
Teren ASPu-asp

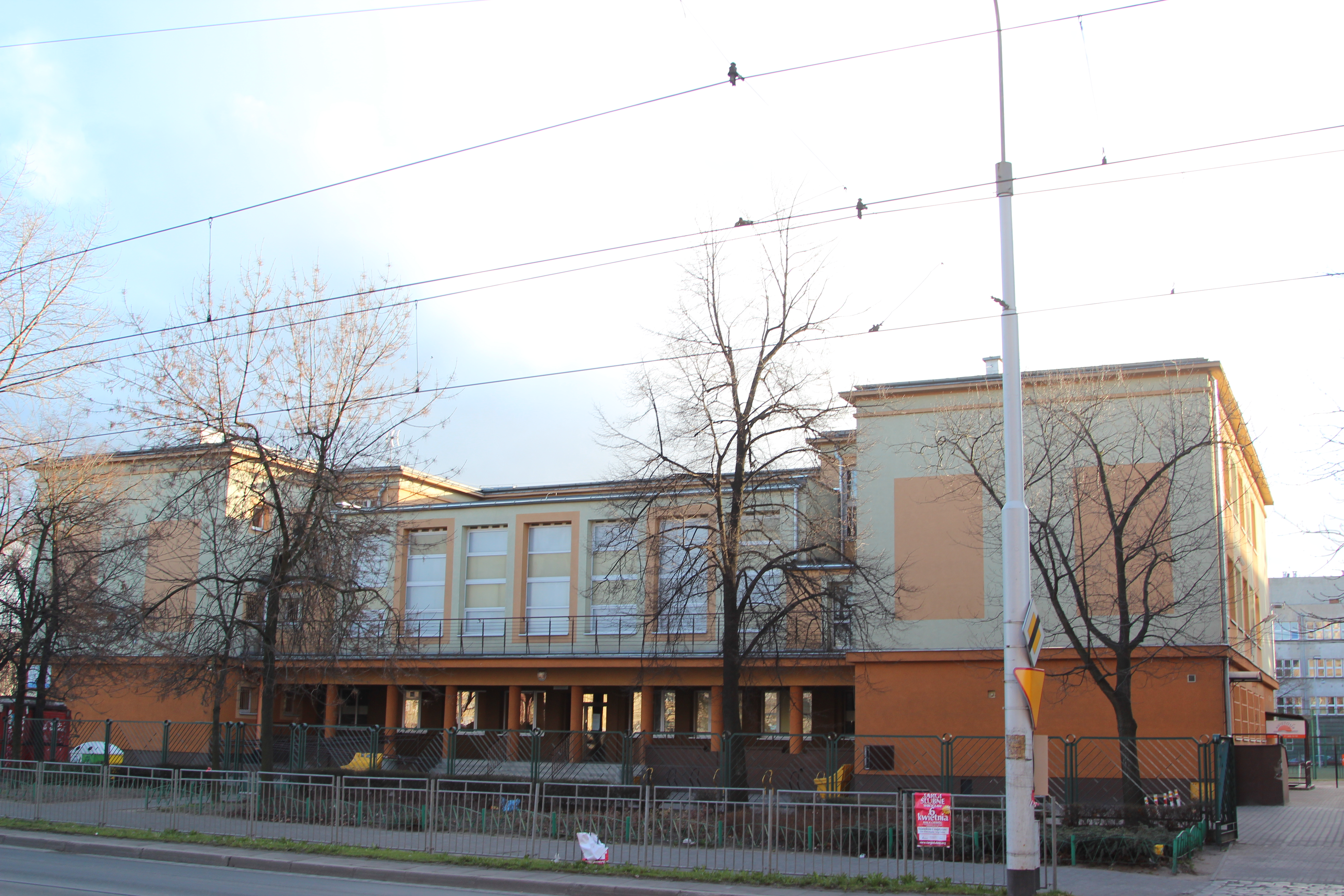
SP 85

Przy samej ulicy gen. Józefa Haukego-Bosaka położone są następujące instytucje oświaty:
- Przedszkole nr 146 Wyspa Dzieci[99], ulica gen. Józefa Haukego–Bosaka 9c[97][98]
- Zespół Szkół Teleinformatycznych i Elektronicznych imienia Polskich Zwycięzców Enigmy, ulica gen. Józefa Haukego-Bosaka 21[15][18][113]
  - ulica gen. Józefa Haukego-Bosaka 21: budynek szkoły[114][115][116][117]
  - Ulica Stanisława Worcella 20-26: hala sportowa[118][119]
- Liceum Ogólnokształcącym nr XIII imienia Aleksandra Fredry, ulica gen. Józefa Haukego–Bosaka 33–37[31][120], mieszczące się w budynkach:
  - ulica gen. Józefa Haukego–Bosaka 33–37[15][121][122]
  - ulica Stanisława Worcella 32-36[34][104]
  - budynek bloku sportowego[29] [30] [32][33].

Ponadto należy wskazać, iż po północnej stronie ulicy rozpościera się teren z boiskami Szermierczej Sportowej Szkoły Podstawowej nr 85 imienia Prof. Mariana Suskiego. Sam budynek szkoły zaś położony jest przy ulicy gen. Romualda Traugutta 37. Natomiast za budynkiem przy ulicy gen. Józefa Haukego-Bosaka 2-14 położony jest teren z budynkami Akademii Sztuk Pięknych im. Eugeniusza Gepperta, sięgający ulicy gen. Romualda Traugutta. Adres tej nieruchomości to ulica gen. Romualda Traugutta 19/21.

## Ochrona i zabytki
Ulica przebiega na terenie Przedmieścia Oławskiego wpisanego jako obszar do rejestru zabytków dnia 20.06.2005 r. decyzją o wpisie nr 538/A/05. W ramach wskazanego obszaru ochronie podlega przede wszystkim układ przestrzenny kształtowany od XIII do XIX wieku.
Przy ulicy i w najbliższym sąsiedztwie znajdują się następujące zabytki ujęte w gminnej ewidencji zabytków (według stanu na kwiecień 2022 r.):
|  | Zobacz multimedia związane z tematem: Ul. gen. Józefa Haukego-Bosaka 1 |

|  | Zobacz multimedia związane z tematem: Ul. gen. Józefa Haukego-Bosaka 11 |

|  | Zobacz multimedia związane z tematem: Ul. gen. Józefa Haukego-Bosaka 15 |

|  | Zobacz multimedia związane z tematem: Ul. gen. Józefa Haukego-Bosaka 17 |

|  | Zobacz multimedia związane z tematem: Ul. gen. Józefa Haukego-Bosaka 21 |

|  | Zobacz multimedia związane z tematem: Liceum nr XIII |

|  | Zobacz multimedia związane z tematem: Zespół klasztorny Ojców Bonifratrów |

## Baza TERYT

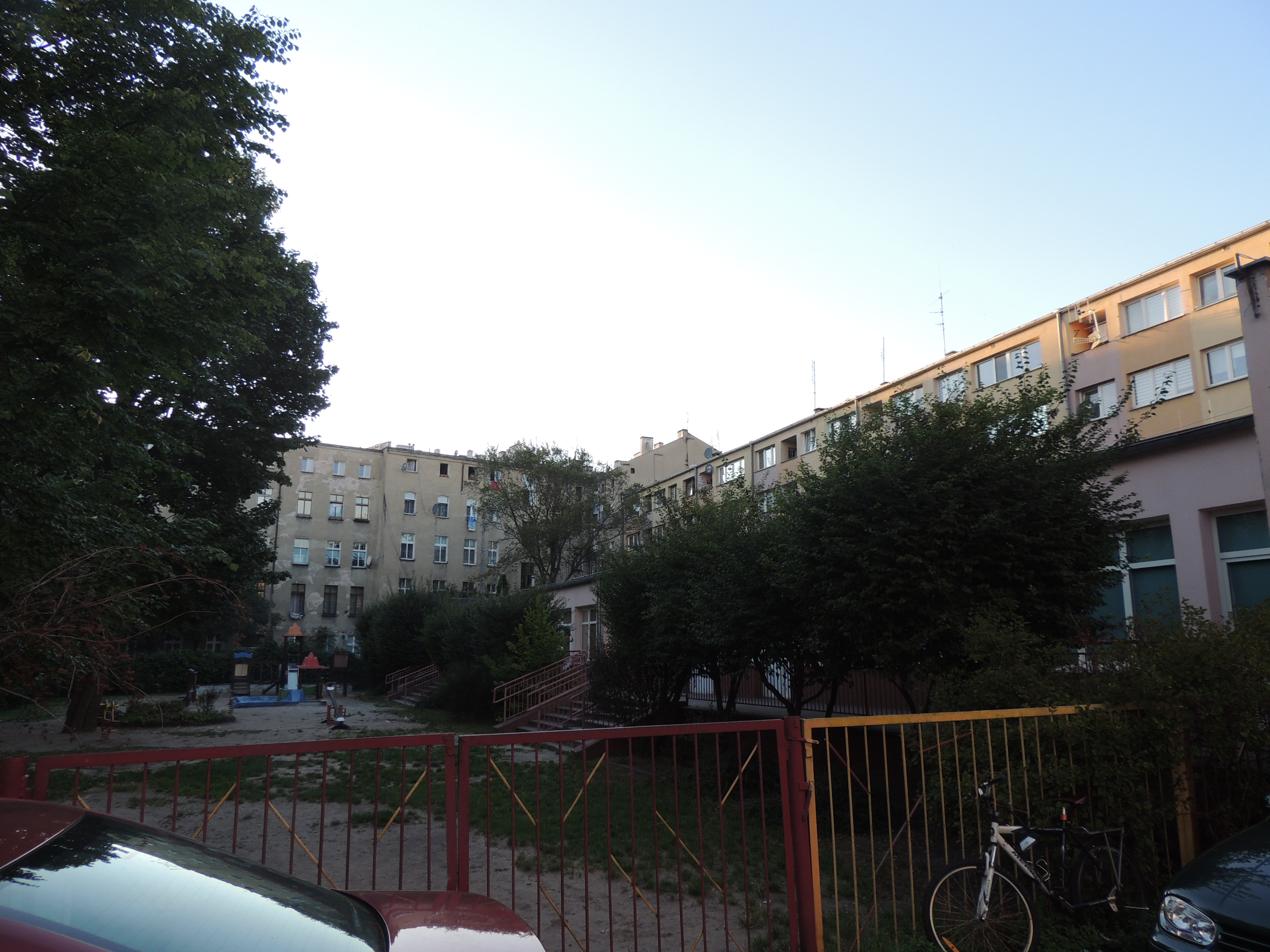
Nr 9c – Przedszkole nr 146 Wyspa Dzieci

Dane Głównego Urzędu Statystycznego z bazy TERYT, spis ulic (ULIC):
- województwo: DOLNOŚLĄSKIE (02)
- powiat: Wrocław (0264)
- gmina/dzielnica/delegatura: Wrocław (0264011) gmina miejska; Wrocław-Krzyki (0264039) delegatura
- Miejscowość podstawowa: Wrocław (0986283) miasto; Wrocław-Krzyki (0986544) delegatura
- kategoria/rodzaj: ulica
- Nazwa ulicy: ul. gen. Józefa Haukego-Bosaka (06554)[42][172].